# 842

## Догађаји
- Википедија:Непознат датум — Владавина династије Абасида у Багдаду.

- 20. јануар – Цар Теофило умире од дизентерије у Цариграду, након 12-годишње владавине током које је уложио много труда бранећи источну границу од инвазије муслиманских Арапа. Теофила наслеђује његов двогодишњи син Михаило III, а његова мајка Теодора постаје регенткиња и „привремена“ владарка Византијског царства.
- 14. фебруар – Заклетве у Стразбуру: Краљ Луј Немачки, владар Источне Франачке, и његов полубрат Карло Ћелави, владар Западне Франачке, састају се са својим војскама у Стразбуру. Слажу се да се закуну на верност (забележену на народним језицима) једни другима и да се међусобно подржавају против свог брата Лотара I (номиналног цара свих франачких краљевстава и Светог римског царства).
- 19. фебруар – Средњовековни иконокластички спор се завршава, тако што Сабор у Цариграду формално враћа поштовање икона у црквама.
- 20. март – Краљ Алфонсо II од Астурије (Северна Шпанија) умире након 50-годишње владавине, током које је предузео бројне кампање против муслиманских војски Омејадског емирата Кордобе и удружио се са покојним Карлом Великим. Алфонсо, који није имао деце, бира Рамира I, сина бившег краља Бермуда I, за свог наследника.
- Српско-бугарски рат (839–842) завршен је трогодишњи Српско-бугарски рат између Српске кнежевине и Бугарског царства.
- Викинзи нападају ирски манастир у Клонмакноису из база у Ирској.
- Калиф Ел Мутасим умире у Самари (данашњи Ирак), након осмогодишње владавине. Наслеђује га син Ел Ватик, као владар Абасидског калифата.
- Абасидски калиф Ел Ватик именовао је свог брата, Џафара ибн Мухамеда Ел Мутасима (будућег Ел Мутавакила) за вођу хаџа 842. године.